# LG Prada
LG Prada (též LG KE850) byl první mobilní telefon s kapacitní dotykovou obrazovkou, kterou vyrobila firma LG Electronics. Poprvé byl oznámen 12. prosince 2006 jako stylové zařízení vytvořené ve spolupráci s italskou luxusní firmou Prada. Veřejně byl představen na tiskové konferenci 18. ledna 2007. Prodej začal v květnu 2007 za cenu okolo 777 dolarů (600 euro). V prvních 18 měsících LG prodalo 1 milión kusů.
Telefon LG Prada byl oznámen krátce před prvním iPhone s mnoha spekulacemi, že Apple zkopíroval design Prady. Druhou verzí telefonu byla LG Prada II (KF900), která byla oznámena 13. října 2008 a začátek prodeje byl v prosinci 2008.

## Ocenění
- International Forum Design — Product Design Award for 2007[11]
- Red dot design award — LG Prada vyhrál "Best of the Best" red dot Design Award, 2007[12][13]
- Fashion phone of the year — Mobile Choice (2007)[14]
- Best fashion phone — What Mobile Awards (2007)[15]
- Gold for best looking phone — CNET Asia Readers' Choice Award (2007/08)[16]

## iPhone kontroverze
LG Electronics se vyjádřil, že iPhone design a koncept byl zkopírován z prvního LG Prada (KE850). Woo-Young Kwak, šéf LG Mobile Handset R&D Center na tiskové konferenci řekl: "We consider that Apple copied the Prada phone after the design was unveiled when it was presented in the iF Design Award and won the prize in September 2006. We take that to mean Apple stole our idea." Model KE850 získal cenu 2007 iF product design award, v níž soutěžily výrobky uvedené do prodeje od září 2006.